# Yeo Yann Yann
Yeo Yann Yann (Johor Bahru, 20 de fevereiro de 1977) é uma atriz da Malásia. Ela é mais conhecida por seus papeis em Singapore Dreaming, Thunderstorm, 881, Quando Meus Pais Não Estão em Casa e Estação das chuvas.

## Carreira
Seu papel como Mei no filme de 2009, Singapore Dreaming, recebeu ótimas críticas por sua atuação. O filme ganhou o Prêmio Montblanc de Novos Roteiristas no 54º Festival Internacional de Cinema de San Sebastián, e foi o primeiro filme de Cingapura a receber um prêmio internacional de longa-metragem reconhecido pelo IFFPA. 
Na televisão alcançou o reconhecimento por seu papel como Chen Mei Li em The Right Frequency, Yeo começou a aparecer com mais frequência em programas de TV desde 2008. Ela apareceu em Banana Sundae (2008) e The A-Go-Go Princess (2009). Em 2009 também desempenhou o papel principal em The Iron Lady, produzido pela ntv7.

## Vida pessoal
Yeo é casada com o coreógrafo de Hong Kong , Ma Yuk-sing. Eles têm uma filha, Song Wen (Vera), nascida em agosto de 2012.

## Prêmios e indicações
Emmy Internacional 2020
1. Melhor Atriz por Invisible Stories (indicada)